# Сагдагалиев, Молдагали
Сагдагалиев Молдагали (1906 -1938),
Прокурор Кустанайской области, репрессирован.
Родился в 1906 г. в Чингирлаусском районе Западно-Казахстанской обл. Учился в сельской школе, затем в Чиликском волостном русско-казахском училище (не закончил в связи с начавшейся гражданской войной).1921-1925 гг. обучался в Оренбурге в казахской краевой опытно-показательной школе. С декабря 1934 г. по 1935 гг. обучался в Москве в Институте Красной Профессуры.С мая 1 1935
работал в Гурьеве в должности Председателя Окрсуда.Затем работал Председателем Кустанайского областного суда. Был репрессирован и расстрелян. 
Жена: Сагдагалиева (Муртазина) Зоя Абдрахмановна (1914-2009), дочь члена правительства Алаш-Орда Муртазина Абдрахмана. Была репрессирована как член семьи изменника Родины (ЧСИР). Наказание отбывала в Акмолинском лагере жен изменников Родины (АЛЖИР).
Дочь: Галиева (Сагдагалиева) Зауре Молдагалиевна (1932-1990).